# こうべ未来都市機構摩耶ケーブル線

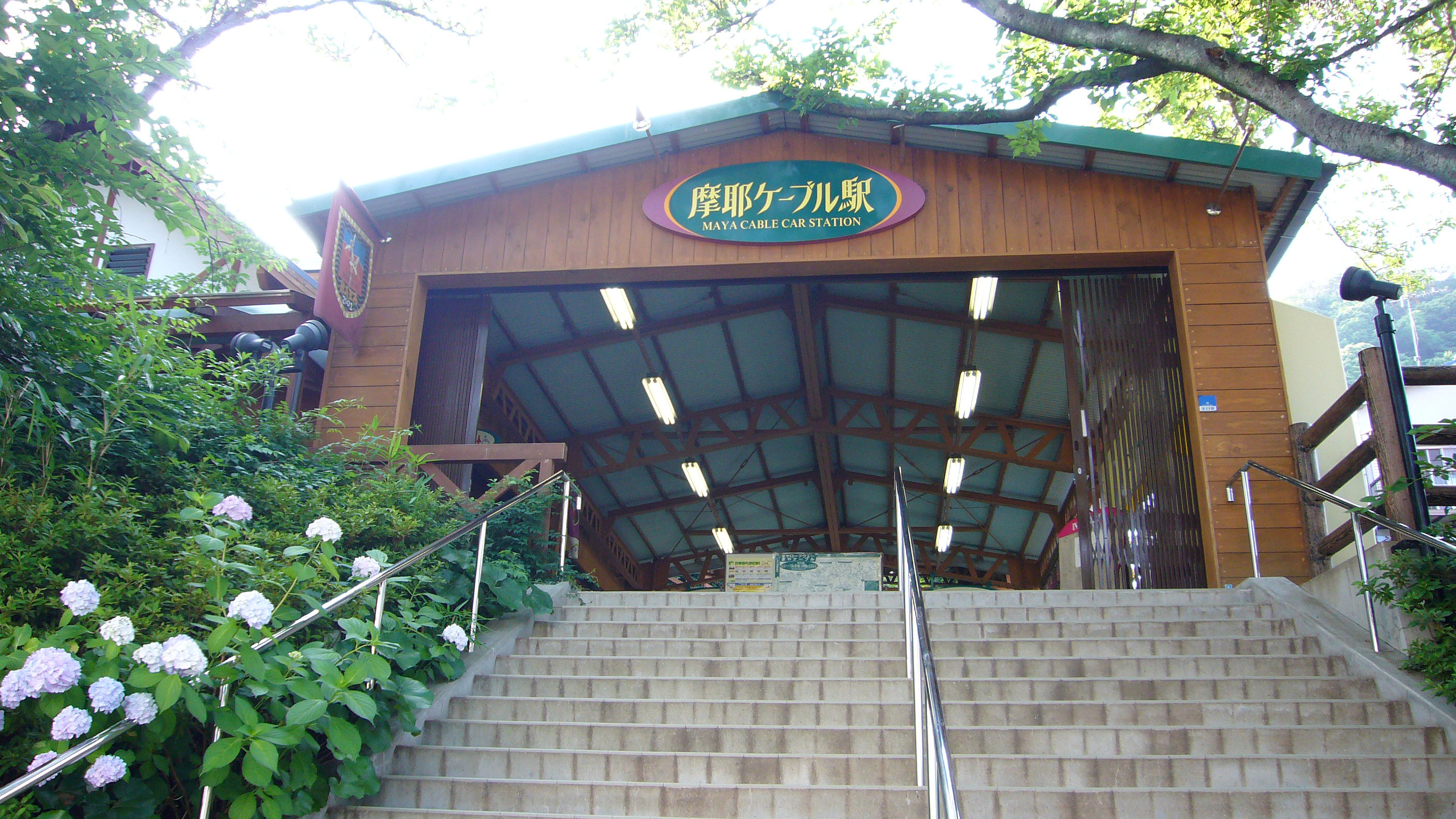
摩耶ケーブル駅

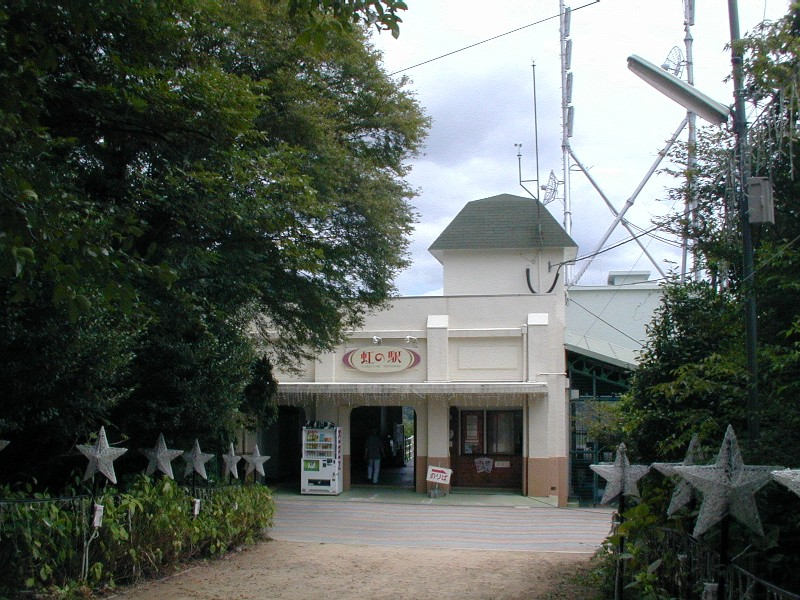
摩耶ケーブル虹駅（虹の駅）。改修はされているものの、大正時代の建築（2007年9月）。

摩耶ケーブル線（まやケーブルせん）は、兵庫県神戸市灘区の摩耶ケーブル駅から同区の虹駅（公式通称・虹の駅）までを結ぶこうべ未来都市機構の鋼索線（ケーブルカー）である。

## 概要
摩耶山を登るケーブルカーで、虹駅からさらに摩耶ロープウェーに乗り継いで摩耶山上まで行くことができる。摩耶ケーブル線摩耶ケーブル駅 - 虹駅（虹の駅）間、摩耶ロープウェー虹の駅 - 星の駅間は、合わせてまやビューラインの公式愛称が使用されている。2001年の神戸市都市整備公社（現在の神戸住環境整備公社）による運営開始当初はまやビューライン夢散歩という愛称だったが、ほとんど使われない。
以前は六甲摩耶鉄道（現在の神戸六甲鉄道）が運営していた。1995年の阪神・淡路大震災で路線上に大きな岩が落下するなど、諸施設が被災し長らく休止していたが、復旧にあたり2000年に神戸市都市整備公社が無償譲渡を受け、2001年から摩耶ロープウェーと一体的に運営している。しかしながら、同年度には44万人いた年間利用者もその後低迷し、年間1億円の赤字を抱える状態となっているため、公社は2011年度で摩耶ケーブル線の経営から撤退し、廃止もしくは民間への譲渡を検討していることが明らかとなった。だが、存続を求める声があったことから方針を転換し、神戸市が資産を保有することを前提に運営方針を検討することになった。
2023年4月1日に、摩耶ロープウェー・六甲有馬ロープウェイとともに、こうべ未来都市機構に譲渡され、同社の運営となっている。

### 路線データ
- 路線距離（営業キロ）：0.9 km[10]
- 方式：2両交走式[10]
- 軌間：1,067 mm[10]
- 駅数：2駅（起終点駅含む）
- 傾斜こう長：905 m[10]
- 最大高低差：312 m[10]
- 隧道数：1か所（長さ157 m）[10]
- 搬器台数：2台×53人[10]
- 主原動機：135 kW 三相誘導電動機
- 運転速度：3.25 m/s
- 最大勾配：546.5 ‰
- 最小勾配：208.3 ‰

## 運行形態
20分間隔の運行で、多客期は増発されることがある。所要時間は5分。土曜・休日と夏期は営業時間が延長される。2007年9月から毎週火曜日（祝日の場合は翌平日）を休業としている。

## 車両

### 初代
1925年の開業時から1944年まで使用された初代の車両は、前面に「A」と「B」が書かれていて、片側に5つの乗降扉を持つ車両であった。また、照明などの電源を得る集電装置はパンタグラフではなくポールであった。

### 2代目
1955年の営業再開時から2012年まで使用されていた2代目の車両は、日立製作所で製造され、パンタグラフで集電する方式に変更された。 
阪神・淡路大震災後の譲渡・運行再開にあわせて1号車には「ゆめあじさい」、2号車には「にじあじさい」の愛称がそれぞれ付けられていた。「ゆめあじさい」は「海老茶」(■#773c30) の塗装をベースに王子動物園で飼育されている動物達が「街の音楽隊」に扮する絵が、「にじあじさい」には「苔色」(■#69821b) の塗装をベースに六甲山牧場で飼育されている動物達が「山の音楽隊」に扮する絵が描かれていた。

登場時は、1号車・2号車とも阪神電鉄の赤胴車のような肌色と朱色のツートンカラーをまとっていた。その後1号車は「天上寺号」、2号車は「牧場号」の愛称が付けられ、塗装は黄色をベースに、1号車は赤いラインが、2号車は緑のラインが付いたものに変更され、これが震災以前まで続いたが、震災後の譲渡・運行再開にあわせて前記の車体デザインおよび愛称への変更が行われた。また、震災以前は片側3扉であったが、震災後の譲渡・運行再開にあわせて中央の扉を埋める車体改造が行われ、片側2扉となった。なお、扉は折り戸であるがドアエンジンがないため、車掌が手動で開閉していた。2代目車両は製造から57年が経過し、老朽化も進んでいたことから設備更新と同時に車両の更新をすることが発表され、2012年11月30日にラストランが行われた。

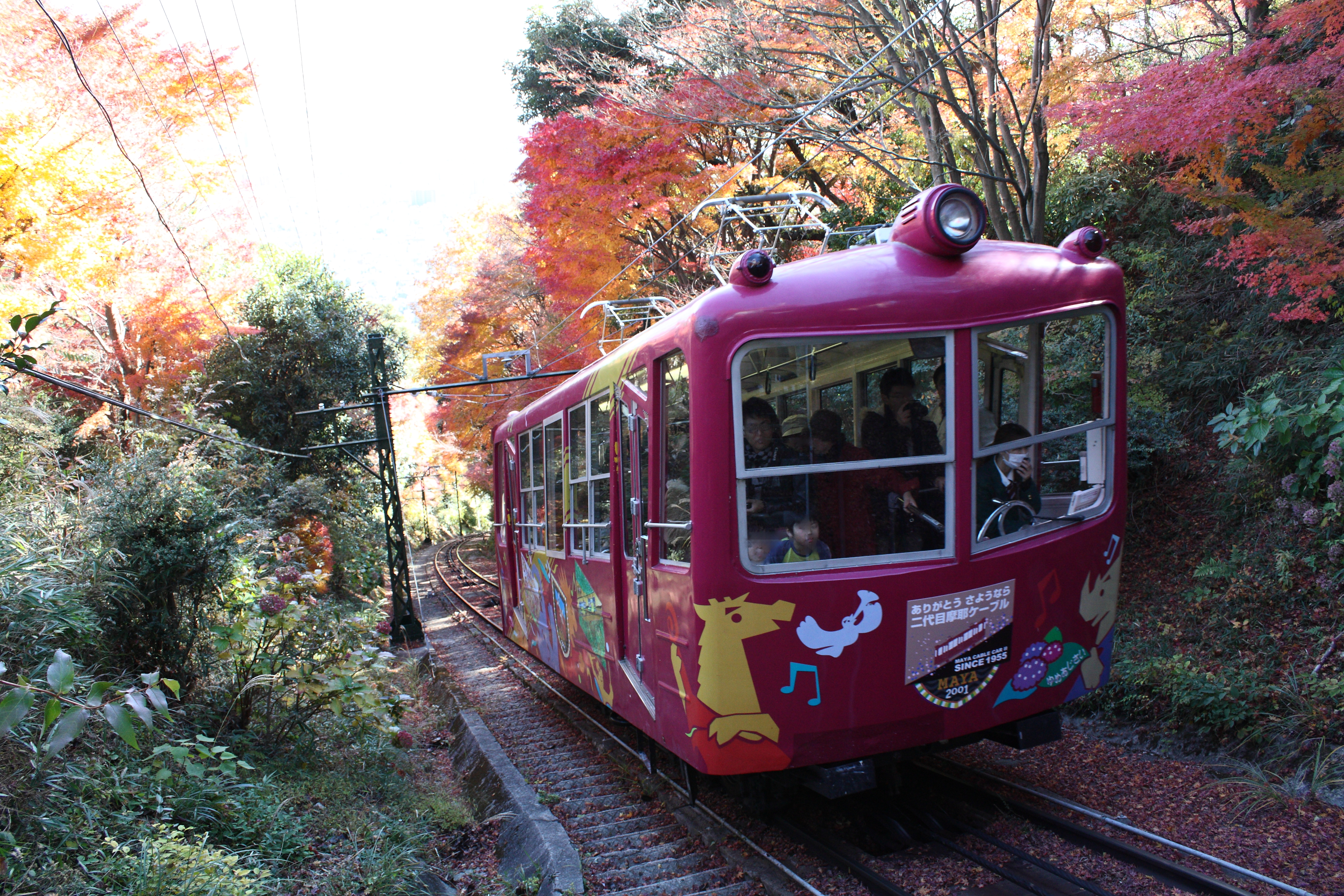
2代目車両ゆめあじさい
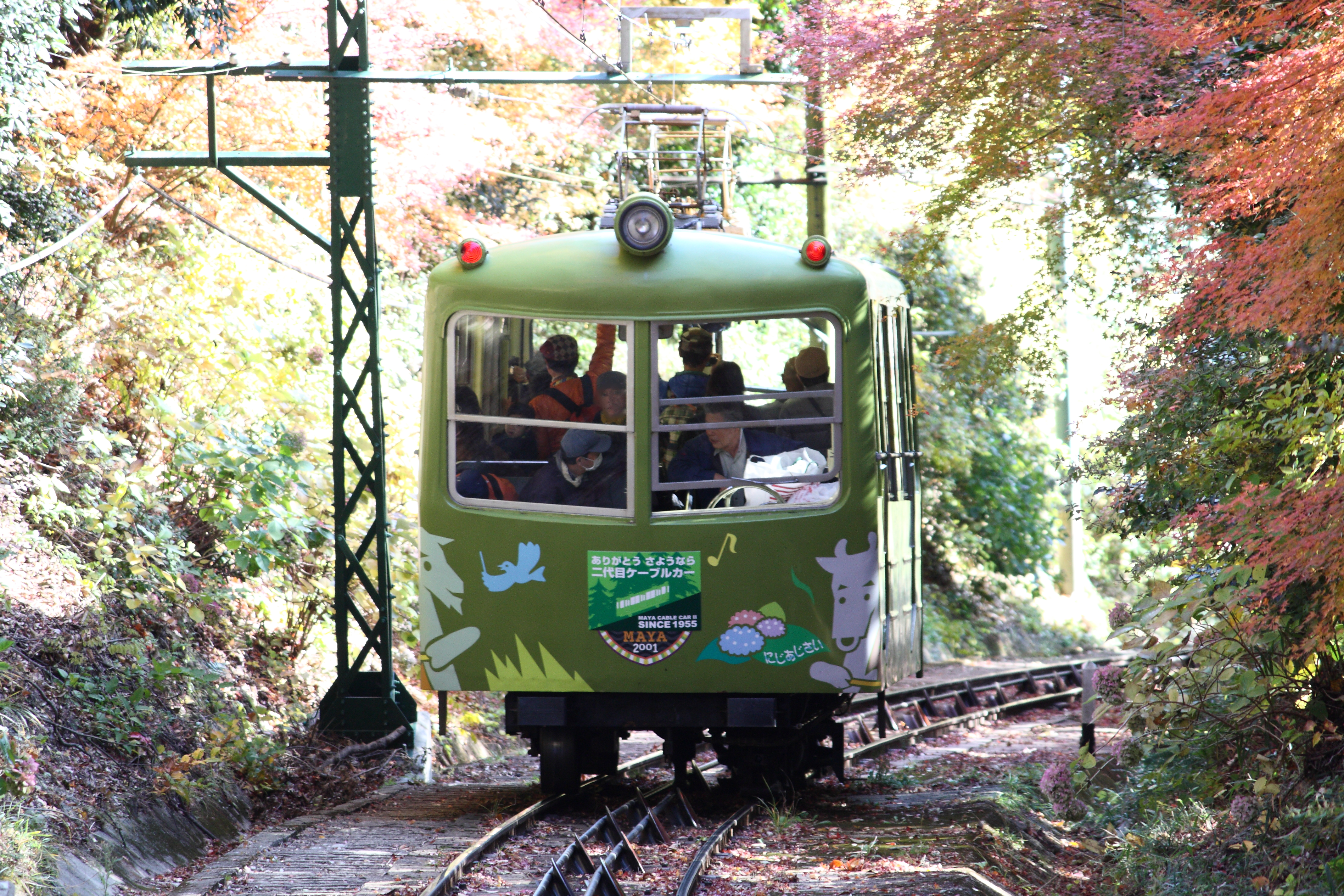
2代目車両にしあじさい
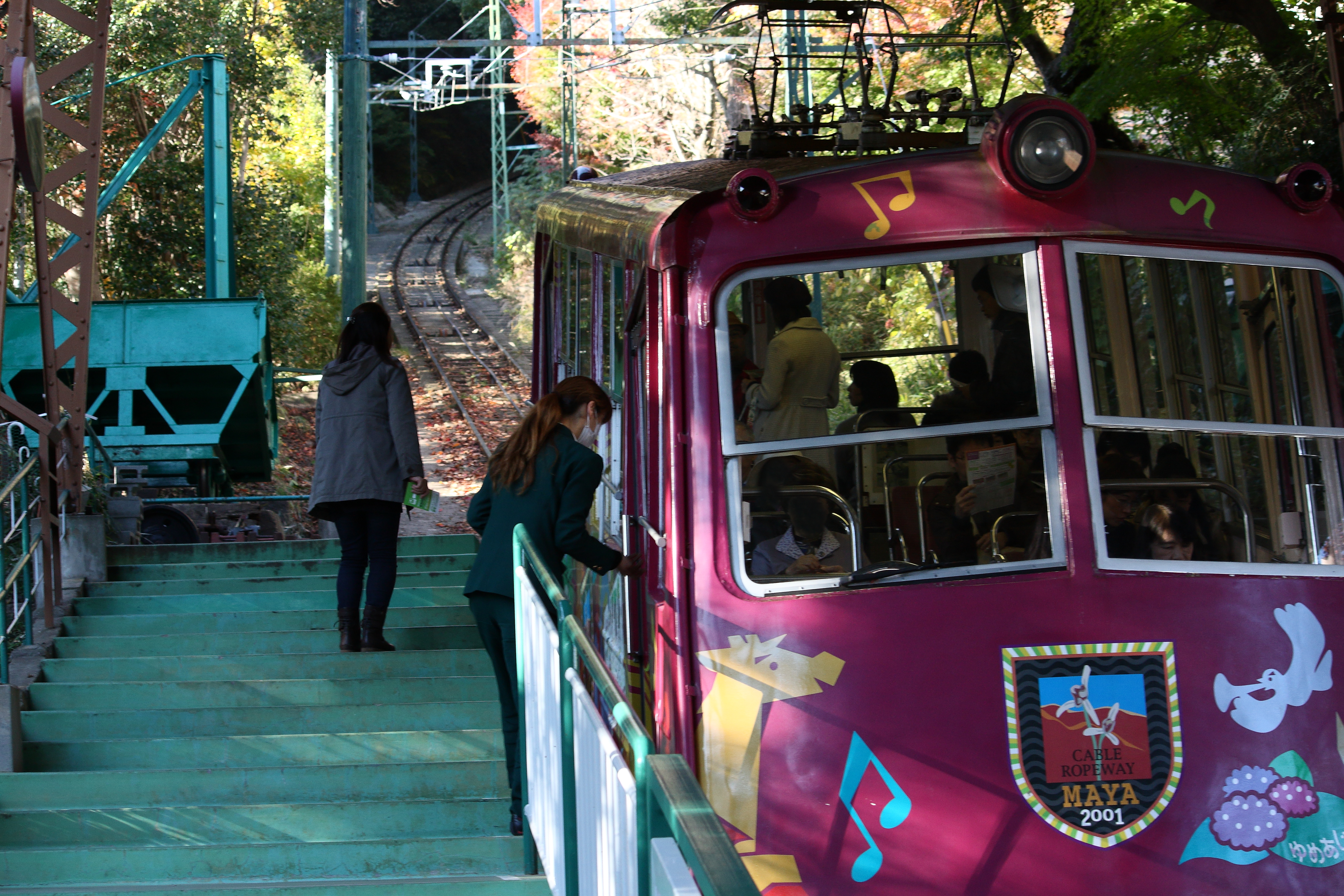
車掌が手動で扉を開閉中（閉）

### 3代目
リニューアル工事終了後の2013年3月30日に使用が開始された3代目車両は、阪神車両メンテナンスで製造されたもので、車体デザインと愛称は震災以降引退までの2代目車両のものが踏襲されている。ただし、完全新造ではなく台枠やブレーキハンドルは2代目の廃車発生品を流用している。電気系統の構造も変更されて車両に搭載した蓄電池式となった。これにより視界を遮る架線が撤去され、車両の窓も広くとられて車内からの展望が向上した。また、車内の照明灯はLEDになったほか、乗降扉も自動ドアとなった。
車内放送は、当初は2代目と異なり、自動放送はなくすべて車掌による肉声となっていた。のちに訪日外国人の増加に伴い、英語のみ自動放送が流れるようになったが、そのあと2021年に摩耶ロープウェーの声優変更に合わせて、日本語も自動放送が流れるようになった。

## 歴史
摩耶山忉利天上寺への参詣路線として、摩耶鋼索鉄道が開業させた。
- 1925年（大正14年）1月6日 - 摩耶鋼索鉄道が高尾駅（現在の摩耶ケーブル駅） - 摩耶駅（現在の虹駅）間を開業[1][6]。
- 1938年（昭和13年）7月5日 - 阪神大水害により8月4日まで運休する。
- 1944年（昭和19年）2月11日 - 不要不急線として高尾 - 摩耶間が休止[1][6]。翌年にかけて軌道も撤去される。
- 1955年（昭和30年）5月7日 - 高尾駅 - 摩耶駅間が運行再開[1]。2代目車両運行開始。
- 1956年（昭和31年）11月2日 - 開業前に取得していた高尾駅からさらに麓までの路線の免許を返上する。
- 1967年（昭和42年）7月9日 - 大水害により7月15日まで運休する。
- 1973年（昭和48年）2月1日 - 高尾駅を「摩耶ケーブル下駅」と改称[6]。
- 1975年（昭和50年）10月29日 - 六甲越有馬鉄道と合併し六甲摩耶鉄道の路線となる[6]。
- 1976年（昭和51年）1月30日 - 忉利天上寺、放火のためほぼ全焼。参詣客の乗車がなくなる。
- 1995年（平成7年）1月17日 - 阪神・淡路大震災で被災し、復旧の見通し立たず長期休止[6][15]。
- 2000年（平成12年）
  - 4月25日 - 摩耶ロープウェーを所有・運行する神戸市都市整備公社へ譲渡。同公社の路線となる[6]。
  - 6月5日 - 復旧工事に着手。
- 2001年（平成13年）3月17日 - 摩耶ロープウェーとともに運行再開。摩耶ケーブル下駅を「摩耶ケーブル駅」、摩耶駅を「虹駅」と改称[6]。虹駅は「虹の駅」の公式通称を使用開始。車両の塗装を変更。
- 2012年（平成24年）12月1日 - リニューアル工事のため運休[14]。
- 2013年（平成25年）
  - 1月1日 - 神戸市都市整備公社から神戸すまいまちづくり公社に改称[16]。
  - 3月30日 - リニューアル工事が完成し運行再開。3代目車両運行開始[14][17]。
- 2022年（令和4年）5月1日 - 神戸すまいまちづくり公社から神戸住環境整備公社に改称[18]。
- 2023年（令和5年）
  - 3月18日 - 発車メロディが松田聖子の「赤いスイートピー」に変更される（従来までは六甲ケーブル線と同じ）[19]。当初11月末までの期間限定とされたがその後も引き続き使用されている。
  - 4月1日 - 摩耶ロープウェー・六甲有馬ロープウェイとともにこうべ未来都市機構に移管[9]。

## 駅一覧
摩耶ケーブル駅 - 虹駅（虹の駅）

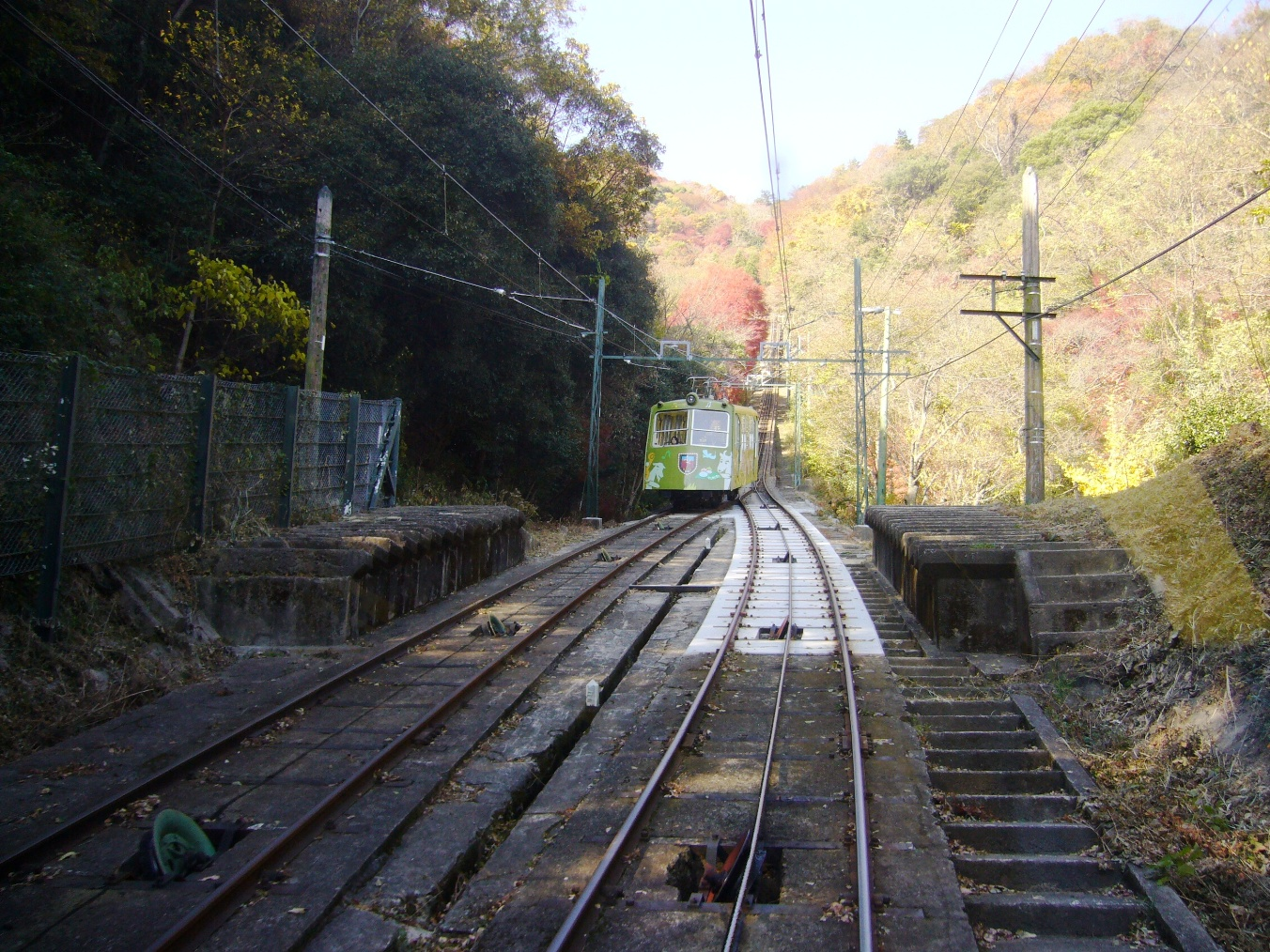
行き違い場所。古いホーム跡が両側にある。

- 虹の駅の正式名称は単に「虹」であるが[20]、掲示や案内、乗車券の表示など、すべて「虹の駅」と表記されている[2]。
- 虹駅の駅舎の屋上にNHKと近畿広域民放・サンテレビの神戸灘テレビ中継局がある。
- 路線上にはターンアウト（行き違い場所）を含めた計3箇所に使われていない古いホームの跡が残されているが、それらの詳細は会社側にも資料が残されていないという[独自研究?]。

## 接続路線
- 摩耶ケーブル駅
  - 神戸市バス 18系統 三宮・新神戸駅・阪急六甲駅・JR六甲道駅方面 [2]
  - 同上 102系統 JR六甲道駅方面
  - みなと観光バス まやビューライン坂バス 水道筋・阪神岩屋駅・JR灘駅方面 [2]
- 虹駅（虹の駅）
  - 摩耶ロープウェー

## 未成線
摩耶ケーブルを開業時運営していた摩耶鋼索鉄道は、春日野道 - 上野花ノ木 - 石屋川の電気鉄道および上野花ノ木 - ケーブル下駅の地下鋼索鉄道の敷設計画を持っていたが、1956年に免許が失効している。